# سیندی و برت
سیندی و برت (به انگلیسی: Cindy & Bert) گروه موسیقی دو نفره آلمانی بود.
آن‌ها نماینده آلمان در یوروویژن ۱۹۷۴ بودند.